# Kepler-10 b
Kepler-10 b — одна из экзопланет, открытых телескопом «Кеплер», по состоянию на январь 2011 года, была наименьшей экзопланетой (по радиусу). Судя по плотности (8,8 г/см³), это также первая достоверно известная железная экзопланета. Изучение продолжалось восемь месяцев с мая 2009 до начала 2010 года. Размером Kepler-10 b превосходит Землю всего в 1,4 раза, а обращается она вокруг своего светила за 0,84 земных суток, на расстоянии около 1/20 от радиуса орбиты Меркурия. Масса небесного тела составляет 4,5 массы нашей планеты.
Планета, вероятно, имеет высокую температуру поверхности — около 1800 K (~1527°С) на дневной стороне, и является первой открытой железной планетой. Очень высокая температура поверхности приводит к тому, что железо на планете будет в жидком состоянии. Материнская звезда — старый жёлтый карлик возраста около 12 миллиардов лет, массой 0,89 солнечных и светимостью, равной солнечной.
Ускорение свободного падения на планете более чем вдвое больше земного (≈22 м/с²), и при гипотетической посадке на эту планету наблюдатель бы испытал сильную перегрузку.

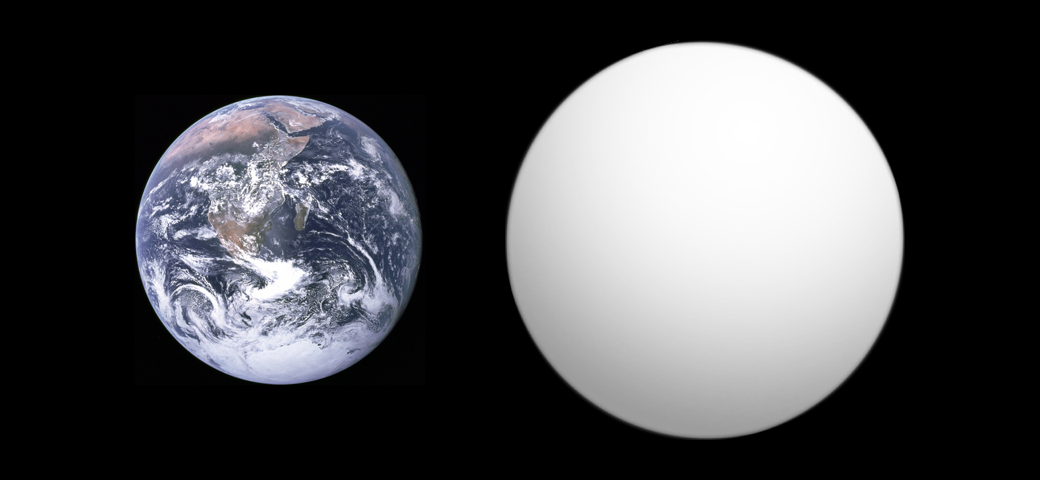
Kepler-10b в сравнении с Землёй

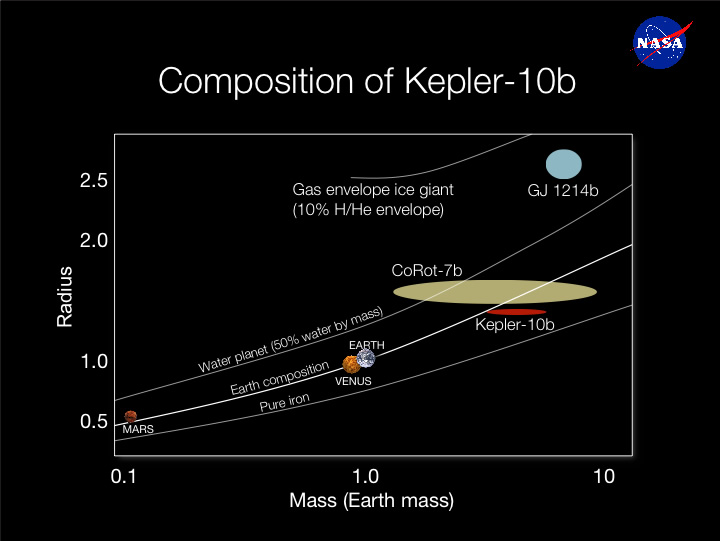
График, показывающий среднюю плотность, а следовательно, и предположительный состав, экзопланеты Kepler-10b в сравнении с другими планетами и экзопланетами

В 2013 году астрономы измерили альбедо планеты. При этом обнаружилось, что западное полушарие у неё ярче восточного